# Eintracht Frankfurt 2022-2023 (calcio femminile)
Questa voce raccoglie le informazioni riguardanti la squadra femminile dell'Eintracht Frankfurt nelle competizioni ufficiali della stagione 2022-2023.

## Divise e sponsor
Le tenute di gioco sono le stesse dell'Eintracht Francoforte maschile.
| Casa | Trasferta | Terza divisa |

## Rosa
Rosa, ruoli e numeri di maglia come da sito ufficiale, aggiornati al 16 settembre 2022.
| N. |                     | Ruolo | Calciatrice          |
| -- | ------------------- | ----- | -------------------- |
| 1  | Germania (bandiera) | P     | Stina Johannes       |
| 2  | Brasile (bandiera)  | D     | Letícia Santos       |
| 4  | Germania (bandiera) | D     | Sophia Kleinherne    |
| 7  | Slovenia (bandiera) | A     | Lara Prašnikar       |
| 8  | Germania (bandiera) | C     | Sjoeke Nüsken        |
| 9  | Germania (bandiera) | A     | Shekiera Martinez    |
| 10 | Germania (bandiera) | A     | Laura Freigang       |
| 11 | Germania (bandiera) | C     | Jonna Brengel        |
| 12 | Germania (bandiera) | D     | Madeleine Steck      |
| 13 | Austria (bandiera)  | D     | Virginia Kirchberger |
| 14 | Svizzera (bandiera) | A     | Géraldine Reuteler   |
| 16 | Germania (bandiera) | D     | Janina Hechler       |
| 17 | Germania (bandiera) | C     | Leonie Köster        |

| N. |                     | Ruolo | Calciatrice               |
| -- | ------------------- | ----- | ------------------------- |
| 18 | Austria (bandiera)  | D     | Verena Hanshaw            |
| 19 | Germania (bandiera) | A     | Nicole Anyomi             |
| 20 | Germania (bandiera) | C     | Ilayda Acikgöz            |
| 21 | Germania (bandiera) | P     | Hannah Johann             |
| 23 | Germania (bandiera) | D     | Camilla Küver             |
| 24 | Germania (bandiera) | D     | Anna Aehling              |
| 26 | Germania (bandiera) | P     | Cara Bösl                 |
| 27 | Austria (bandiera)  | C     | Laura Feiersinger         |
| 28 | Austria (bandiera)  | C     | Barbara Dunst             |
| 29 | Germania (bandiera) | D     | Dilara Acikgöz            |
| 30 | Germania (bandiera) | A     | Carlotta Wamser           |
| 31 | Germania (bandiera) | C     | Tanja Pawollek (capitano) |
| 33 | Germania (bandiera) | D     | Sara Doorsoun             |

## Calciomercato

### Sessione estiva
| Acquisti | Acquisti                | Acquisti                 | Acquisti                        |
| R.       | Nome                    | da                       | Modalità                        |
| -------- | ----------------------- | ------------------------ | ------------------------------- |
| P        | Stina Johannes          | INAC Kobe Leonessa       | definitivo                      |
| C        | Ilayda Acikgöz          | Eintracht Francoforte II | aggregata dalla squadra riserve |
| C        | Jonna Brengel           | Eintracht Francoforte II | aggregata dalla squadra riserve |
| C        | Alexandra Jóhannsdóttir | Breiðablik               | fine prestito                   |
| A        | Carlotta Wamser         | SGS Essen                | definitivo                      |

| Cessioni | Cessioni                | Cessioni                 | Cessioni                       |
| R.       | Nome                    | a                        | Modalità                       |
| -------- | ----------------------- | ------------------------ | ------------------------------ |
| P        | Merle Frohms            | Wolfsburg                | definitivo                     |
| D        | Dilara Acikgöz          | Eintracht Francoforte II | aggregata alla squadra riserve |
| D        | Siri Worm               | PSV                      | definitivo                     |
| C        | Alexandra Jóhannsdóttir | Fiorentina               | definitivo                     |
| C        | Saskia Matheis          | Werder Brema             | definitivo                     |
| C        | Sandrine Mauron         | Servette Chênois         | definitivo                     |
| C        | Lea Schneider           | Magonza                  | definitivo                     |

## Risultati

### Frauen-Bundesliga

#### Girone di andata
| Francoforte sul Meno 16 settembre 2022, ore 19:15 CEST 1ª giornata | Eintracht Francoforte | 0 – 0 referto | Bayern Monaco | Deutsche Bank Park (23 200 spett.)\| Arbitro: \| Rafalski (Baunatal) \| |
| Arbitro:                                                           | Rafalski (Baunatal)   |               |               |                                                                         |

| Arbitro: | Wacker (Lehrensteinsfeld) |

|                       |           |                                                |
| Karl 36’ Bouziane 77’ | Marcatori | 7’ Feiersinger 52’, 75’ Prašnikar 69’ Martinez |

| Arbitro: | Michel (Magonza) |

|                                       |           |             |
| Reuteler 35’ Anyomi 46’ Prašnikar 85’ | Marcatori | 70’ Lührßen |

| Arbitro: | Derlin (Bad Schwartau) |

|  |           |                                         |
|  | Marcatori | 3’ Küver 39’ Pawollek 62’, 79’ Martinez |

| Arbitro: | Duske (Leverkusen) |

|                              |           |                          |
| Freigang 9’, 51’ (rig.), 58’ | Marcatori | 39’ Parcell 67’ Leonhart |

| Arbitro: | Wildfeuer (Lubecca) |

|                                |           |                                          |
| Billa 31’ Naschenweng 68’, 84’ | Marcatori | 14’ Kleinherne 27’ Reuteler 35’ Freigang |

| Arbitro: | Söder (Norimberga) |

|                           |           |  |
| Martinez 60’ Freigang 64’ | Marcatori |  |

| Arbitro: | Kost (Holzwickede) |

|                 |           |  |
| Prašnikar 90+3’ | Marcatori |  |

| Arbitro: | Wacker (Lehrensteinsfeld) |

|                                                  |           |  |
| Roord 5’, 42’, 54’ Pajor 44’ Doorsoun 86’ (rig.) | Marcatori |  |

| Arbitro: | Duske (Leverkusen) |

|                                         |           |  |
| Pawollek 31’ Prašnikar 41’ Doorsoun 49’ | Marcatori |  |

| Arbitro: | Heidenreich (Bad Schwartau) |

|  |           |              |
|  | Marcatori | 90’ Martinez |

#### Girone di ritorno
| Arbitro: | Hussein (Bad Harzburg) |

|                               |           |               |
| Viggósdóttir 25’ Schüller 79’ | Marcatori | 82’ Prašnikar |

| Arbitro: | Wacker (Lehrensteinsfeld) |

|                                         |           |             |
| Anyomi 17’, 50’ Reuteler 55’ Wamser 90’ | Marcatori | 83’ Kayikçi |

| Arbitro: | Stremel (Barnten) |

|  |           |                   |
|  | Marcatori | 10’, 53’ Reuteler |

| Arbitro: | Söder (Norimberga) |

|                                              |           |              |
| Prašnikar 15’, 51’ Freigang 25’ Martinez 86’ | Marcatori | 50’ Debitzki |

| Arbitro: | Hussein (Bad Harzburg) |

|  |           |                    |
|  | Marcatori | 9’ (rig.) Freigang |

| Arbitro: | Wacker (Lehrensteinsfeld) |

|                                      |           |                                       |
| Prašnikar 6’ Anyomi 41’ Reuteler 73’ | Marcatori | 12’ Dongus 31’ Krumbiegel 57’ Kössler |

| Arbitro: | Wildfeuer (Lubecca) |

|  |           |                         |
|  | Marcatori | 15’ Dunst 78’ Prašnikar |

| Arbitro: | Heimann (Gladbeck) |

|                               |           |                                       |
| Wieder 84’ (rig.) Nikolić 87’ | Marcatori | 29’ Anyomi 50’ Pawollek 73’ Prašnikar |

| Arbitro: | Söder (Norimberga) |

|                                         |           |  |
| Nüsken 18’ Anyomi 45’ Freigang 61’, 66’ | Marcatori |  |

| Arbitro: | Breier (Zerf) |

|  |           |                            |
|  | Marcatori | 51’, 54’ Anyomi 84’ Wamser |

| Arbitro: | Michel (Magonza) |

|                                                                    |           |  |
| Freigang 16’ Prašnikar 24’, 89’ Nüsken 29’, 54’ Margraf 83’ (aut.) | Marcatori |  |

### DFB-Pokal der Frauen
| Arbitro: | Söder (Norimberga) |

|  |           |                                                                                     |
|  | Marcatori | 3’, 63’ Nüsken 18’ Prašnikar 38’ Freigang 50’ Martinez 62’ Reuteler 67’ Kirchberger |

| Arbitro: | Wildfeuer (Lubecca) |

|                 |           |              |
| Müller 53’, 89’ | Marcatori | 16’ Freigang |

### UEFA Women's Champions League

#### Qualificazioni
| Arbitro: | Sipos |

|  |           |                                 |
|  | Marcatori | 15’ Prašnikar 18’ (aut.) Ficzay |

| Arbitro: | Bolić |

|                       |           |               |
| Grant 8’ Pelova 90+2’ | Marcatori | 57’ Prašnikar |

## Statistiche

### Statistiche di squadra
| Competizione         | Punti | In casa | In casa | In casa | In casa | In casa | In casa | In trasferta | In trasferta | In trasferta | In trasferta | In trasferta | In trasferta | Totale | Totale | Totale | Totale | Totale | Totale | DR  |
| Competizione         | Punti | G       | V       | N       | P       | Gf      | Gs      | G            | V            | N            | P            | Gf           | Gs           | G      | V      | N      | P      | Gf     | Gs     | DR  |
| -------------------- | ----- | ------- | ------- | ------- | ------- | ------- | ------- | ------------ | ------------ | ------------ | ------------ | ------------ | ------------ | ------ | ------ | ------ | ------ | ------ | ------ | --- |
| Frauen-Bundesliga    | 54    | 11      | 9       | 2       | 0       | 33      | 8       | 11           | 8            | 1            | 2            | 24           | 14           | 22     | 17     | 3      | 2      | 57     | 22     | +35 |
| DFB-Pokal der Frauen | -     | -       | -       | -       | -       | -       | -       | 2            | 1            | 0            | 1            | 8            | 2            | 2      | 1      | 0      | 1      | 8      | 2      | +6  |
| Champions League     | -     | -       | -       | -       | -       | -       | -       | 2            | 1            | 0            | 1            | 3            | 2            | 2      | 1      | 0      | 1      | 3      | 2      | +1  |
| Totale               | -     | 11      | 9       | 2       | 0       | 33      | 8       | 15           | 10           | 1            | 4            | 35           | 18           | 26     | 19     | 3      | 4      | 68     | 26     | +42 |

### Andamento in campionato
| Giornata  | 1 | 2 | 3 | 4 | 5 | 6 | 7 | 8 | 9 | 10 | 11 | 12 | 13 | 14 | 15 | 16 | 17 | 18 | 19 | 20 | 21 | 22 |
| --------- | - | - | - | - | - | - | - | - | - | -- | -- | -- | -- | -- | -- | -- | -- | -- | -- | -- | -- | -- |
| Luogo     | C | T | C | T | C | T | C | C | T | C  | T  | T  | C  | T  | C  | T  | C  | T  | T  | C  | T  | C  |
| Risultato | N | V | V | V | V | N | V | V | P | V  | V  | P  | V  | V  | V  | V  | N  | V  | V  | V  | V  | V  |
| Posizione | 7 | 4 | 3 | 3 | 2 | 2 | 2 | 2 | 3 | 3  | 3  | 3  | 3  | 3  | 3  | 3  | 3  | 3  | 3  | 3  | 3  | 3  |

Legenda:

Luogo: C = Casa; T = Trasferta. Risultato: V = Vittoria; N = Pareggio; P = Sconfitta.

### Statistiche delle giocatrici
| Giocatore      | Frauen-Bundesliga | Frauen-Bundesliga | Frauen-Bundesliga | Frauen-Bundesliga | DFB-Pokal der Frauen | DFB-Pokal der Frauen | DFB-Pokal der Frauen | DFB-Pokal der Frauen | Champions League | Champions League | Champions League | Champions League | Totale   | Totale | Totale      | Totale     |
| Giocatore      | Presenze          | Reti              | Ammonizioni       | Espulsioni        | Presenze             | Reti                 | Ammonizioni          | Espulsioni           | Presenze         | Reti             | Ammonizioni      | Espulsioni       | Presenze | Reti   | Ammonizioni | Espulsioni |
| -------------- | ----------------- | ----------------- | ----------------- | ----------------- | -------------------- | -------------------- | -------------------- | -------------------- | ---------------- | ---------------- | ---------------- | ---------------- | -------- | ------ | ----------- | ---------- |
| D. Acikgöz     | 2                 | 0                 | 0                 | 0                 | -                    | -                    | -                    | -                    | -                | -                | -                | -                | 2        | 0      | 0           | 0          |
| I. Acikgöz     | 2                 | 0                 | 0                 | 0                 | -                    | -                    | -                    | -                    | -                | -                | -                | -                | 2        | 0      | 0           | 0          |
| A. Aehling     | 11                | 0                 | 1                 | 0                 | 1                    | 0                    | 0                    | 0                    | 2                | 0                | 0                | 0                | 14       | 0      | 1           | 0          |
| N. Anyomi      | 20                | 8                 | 0                 | 0                 | 2                    | 0                    | 0                    | 0                    | 2                | 0                | 0                | 0                | 24       | 8      | 0           | 0          |
| C. Bösl        | 0                 | 0                 | 0                 | 0                 | 0                    | 0                    | 0                    | 0                    | 2                | -2               | 0                | 0                | 2        | -2     | 0           | 0          |
| J. Brengel     | 1                 | 0                 | 0                 | 0                 | -                    | -                    | -                    | -                    | -                | -                | -                | -                | 1        | 0      | 0           | 0          |
| S. Doorsoun    | 21                | 1                 | 2                 | 0                 | 1                    | 0                    | 0                    | 0                    | 2                | 0                | 0                | 0                | 24       | 1      | 2           | 0          |
| B. Dunst       | 20                | 1                 | 2                 | 0                 | 2                    | 0                    | 0                    | 0                    | 2                | 0                | 0                | 0                | 24       | 1      | 2           | 0          |
| L. Feiersinger | 21                | 1                 | 0                 | 0                 | 2                    | 0                    | 0                    | 0                    | 2                | 0                | 0                | 0                | 25       | 1      | 0           | 0          |
| L. Freigang    | 19                | 10                | 1                 | 0                 | 2                    | 2                    | 0                    | 0                    | 2                | 0                | 0                | 0                | 23       | 12     | 1           | 0          |
| V. Hanshaw     | 20                | 0                 | 0                 | 0                 | 1                    | 0                    | 0                    | 0                    | 2                | 0                | 0                | 0                | 23       | 0      | 0           | 0          |
| J. Hechler     | 1                 | 0                 | 0                 | 0                 | 1                    | 0                    | 0                    | 0                    | 0                | 0                | 0                | 0                | 2        | 0      | 0           | 0          |
| H. Johann      | -                 | -                 | -                 | -                 | -                    | -                    | -                    | -                    | -                | -                | -                | -                | -        | -      | -           | -          |
| S. Johannes    | 22                | 0                 | 0                 | 0                 | 2                    | 0                    | 0                    | 0                    | -                | -                | -                | -                | 24       | 0      | 0           | 0          |
| V. Kirchberger | 4                 | 0                 | 0                 | 0                 | 2                    | 1                    | 0                    | 0                    | 0                | 0                | 0                | 0                | 6        | 1      | 0           | 0          |
| S. Kleinherne  | 22                | 1                 | 3                 | 0                 | 2                    | 0                    | 0                    | 0                    | 2                | 0                | 0                | 0                | 26       | 1      | 3           | 0          |
| L. Köster      | 14                | 0                 | 0                 | 0                 | 1                    | 0                    | 0                    | 0                    | 1                | 0                | 0                | 0                | 16       | 0      | 0           | 0          |
| C. Küver       | 13                | 1                 | 0                 | 0                 | 1                    | 0                    | 0                    | 0                    | -                | -                | -                | -                | 14       | 1      | 0           | 0          |
| L. Santos      | 3                 | 0                 | 0                 | 0                 | 1                    | 0                    | 0                    | 0                    | -                | -                | -                | -                | 4        | 0      | 0           | 0          |
| S. Martinez    | 19                | 5                 | 1                 | 0                 | 2                    | 1                    | 0                    | 0                    | 1                | 0                | 0                | 0                | 22       | 6      | 1           | 0          |
| S. Nüsken      | 22                | 3                 | 1                 | 0                 | 2                    | 2                    | 0                    | 0                    | 2                | 0                | 0                | 0                | 26       | 5      | 1           | 0          |
| T. Pawollek    | 21                | 3                 | 4                 | 0                 | 2                    | 0                    | 0                    | 0                    | 2                | 0                | 0                | 0                | 25       | 3      | 4           | 0          |
| L. Prašnikar   | 22                | 14                | 0                 | 0                 | 2                    | 1                    | 0                    | 0                    | 2                | 2                | 0                | 0                | 26       | 17     | 0           | 0          |
| G. Reuteler    | 20                | 6                 | 1                 | 0                 | 2                    | 1                    | 0                    | 0                    | 1                | 0                | 0                | 0                | 23       | 7      | 1           | 0          |
| M. Steck       | -                 | -                 | -                 | -                 | -                    | -                    | -                    | -                    | -                | -                | -                | -                | -        | -      | -           | -          |
| C. Wamser      | 19                | 2                 | 0                 | 0                 | 1                    | 0                    | 0                    | 0                    | -                | -                | -                | -                | 20       | 2      | 0           | 0          |